# Campionati del mondo di duathlon del 1990
I Campionati del mondo di duathlon del 1990, prima edizione, si sono tenuti a Cathedral City, Stati Uniti d'America, in data 24 novembre 1990.
La gara maschile è stata vinta dallo statunitense Kenny Souza, mentre quella femminile dall'olandese Thea Sybesma.

## Risultati

### Élite uomini
| Pos. | Nome             | Paese       | Totale   |
| ---- | ---------------- | ----------- | -------- |
|      | Kenny Souza      | Stati Uniti | 02:35:43 |
|      | George Pierce    | Stati Uniti | 02:37:22 |
|      | Benjamin Parades | Messico     | 02:37:34 |

### Élite donne
| Pos. | Nome              | Paese       | Totale   |
| ---- | ----------------- | ----------- | -------- |
|      | Thea Sybesma      | Paesi Bassi | 02:58:13 |
|      | Donna Landreville | Stati Uniti | 02:59:35 |
|      | Sylviane Puntous  | Canada      | 03:00:55 |